# Хассельрис, Луис
Луис Хассельрис (дат. Louis Hasselriis, также Ludvig Hasselriis; 12 января 1844[…], Хиллерёд — 20 мая 1912[…], Фредериксберг) - датский скульптор, в первую очередь скульптор-портретист. 

## Жизнь и творчество
Получил первоначальное художественное образование в течение полутора лет в мастерской у скульптора Вилле в Копенгагене. Затем, в период с 1959 и по 1866 год учится в копенгагенской Королевской академии искусств в классе у профессора Германа Вильгельма Биссена. Как и сам профессор, находился под сильным влиянием идей неоклассицизма и особенно, творчества Берлеля Торвальдсена. После окончания учёбы в академии в 1869 году Хассельрис приезжает в Италию, живёт длительное время в Риме. Находясь за границей, в немалой степени благодаря назначенной ему в 1871 году стипендией Анкера (для продолжения образования за границей), скульптор тем не менее поддерживает тесные связи со своей родиной, выполняет полученные оттуда заказы. Так, он создаёт для города Хельсингёр статую Уильяма Шекспира, для Копенгагена - скульптуры философа и писателя Сёрена Кьеркегора и графа Педера Гриффенфельда. В городе Оденсе, а также в штате Нью-Джерси (США) находятся созданные им статуи Ганса Христиана Андерсена. 
Хассельрис также ваяет бюст Генриха Гейне для его надгробия на кладбище Монмартр в Париже. В 1873 году он создаёт мраморную скульптуру сидящего Гейне, которую приобретает императрица Елизавета Австро-Венгерская в 1892 году для парка своего дворца Ахиллион на греческом острове Корфу. В 1909 году приобретший дворец германский император Вильгельм II приказал из парка эту статую удалить. Позднее этот памятник некоторое время находился в Гамбурге и в настоящее время украшает монумент Гейне во французском Тулоне. 

## Галерея

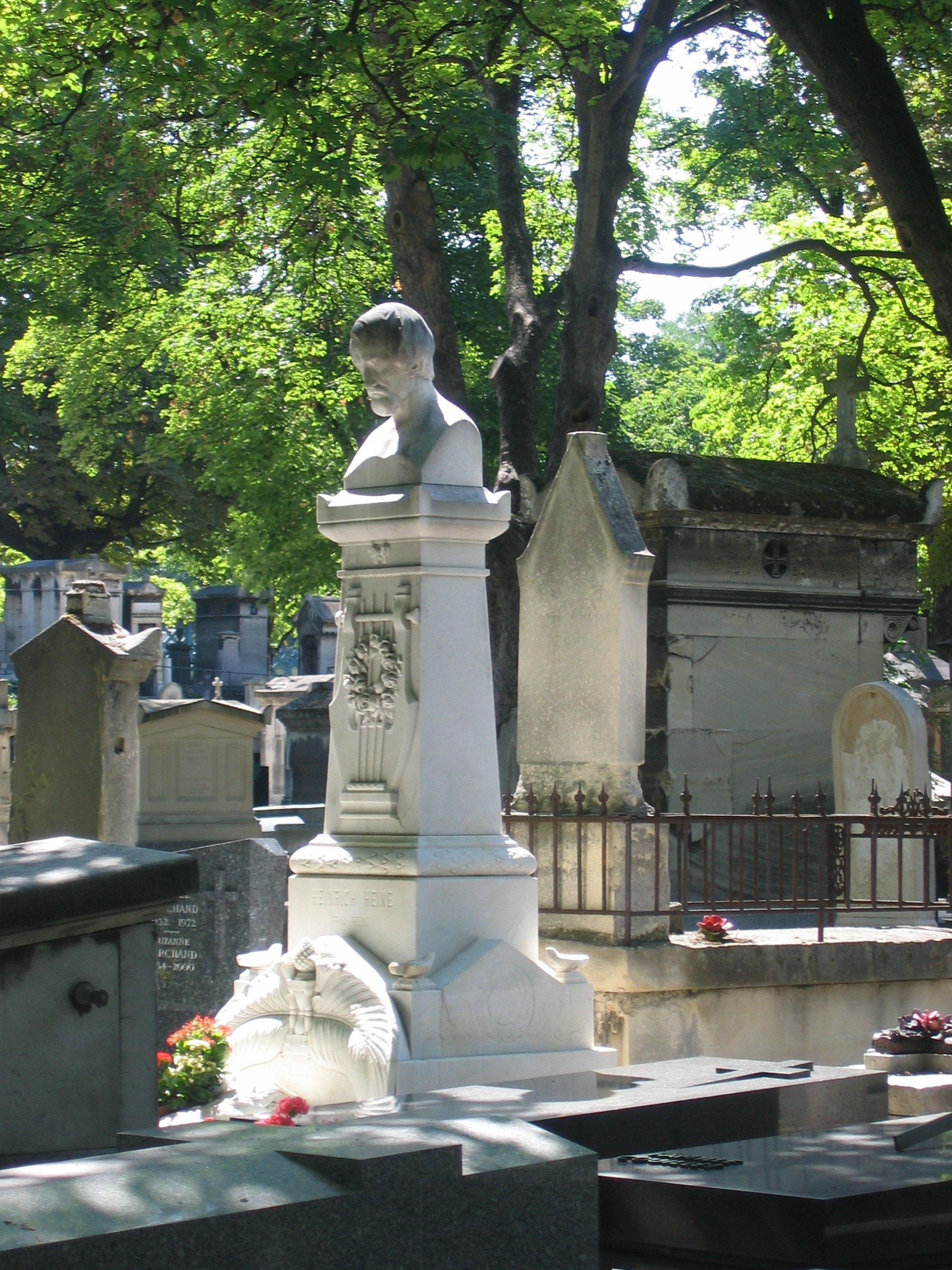
Бюст Генриха Гейне, Париж
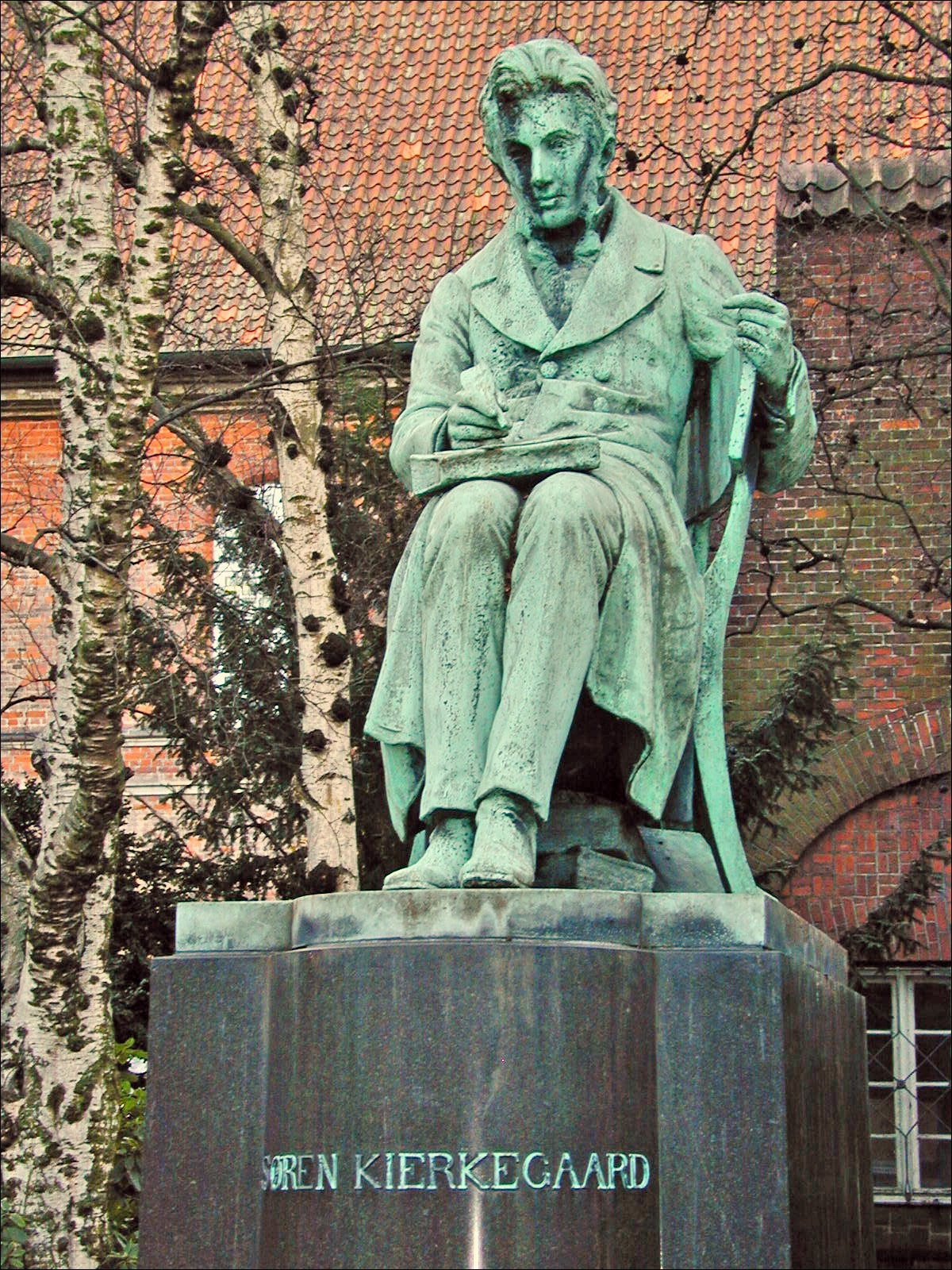
Памятник Сёрену Кьеркегору, парк Датской королевской библиотеки, Копенгаген, (1879)
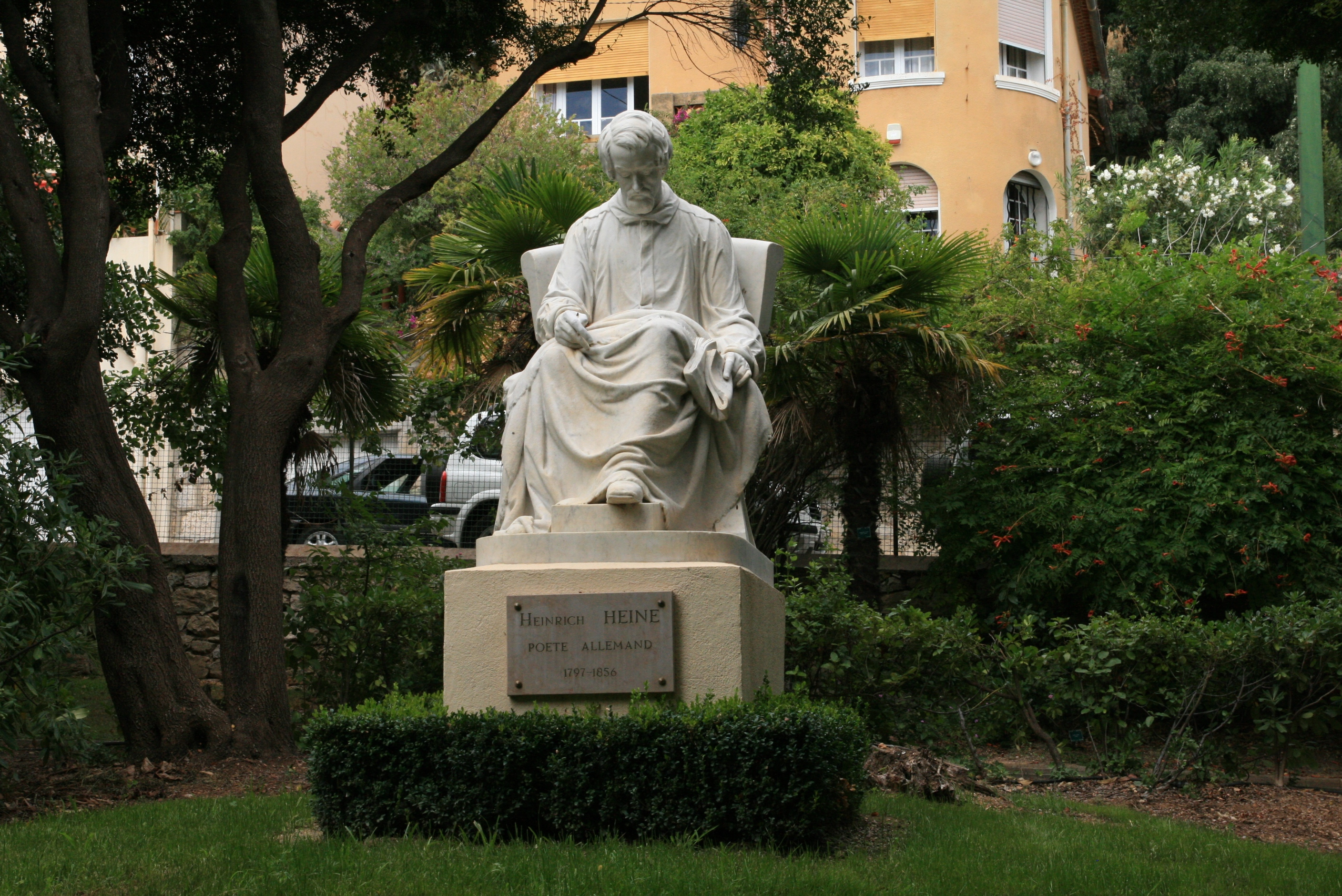
Монумент Г.Гейне в Тулоне
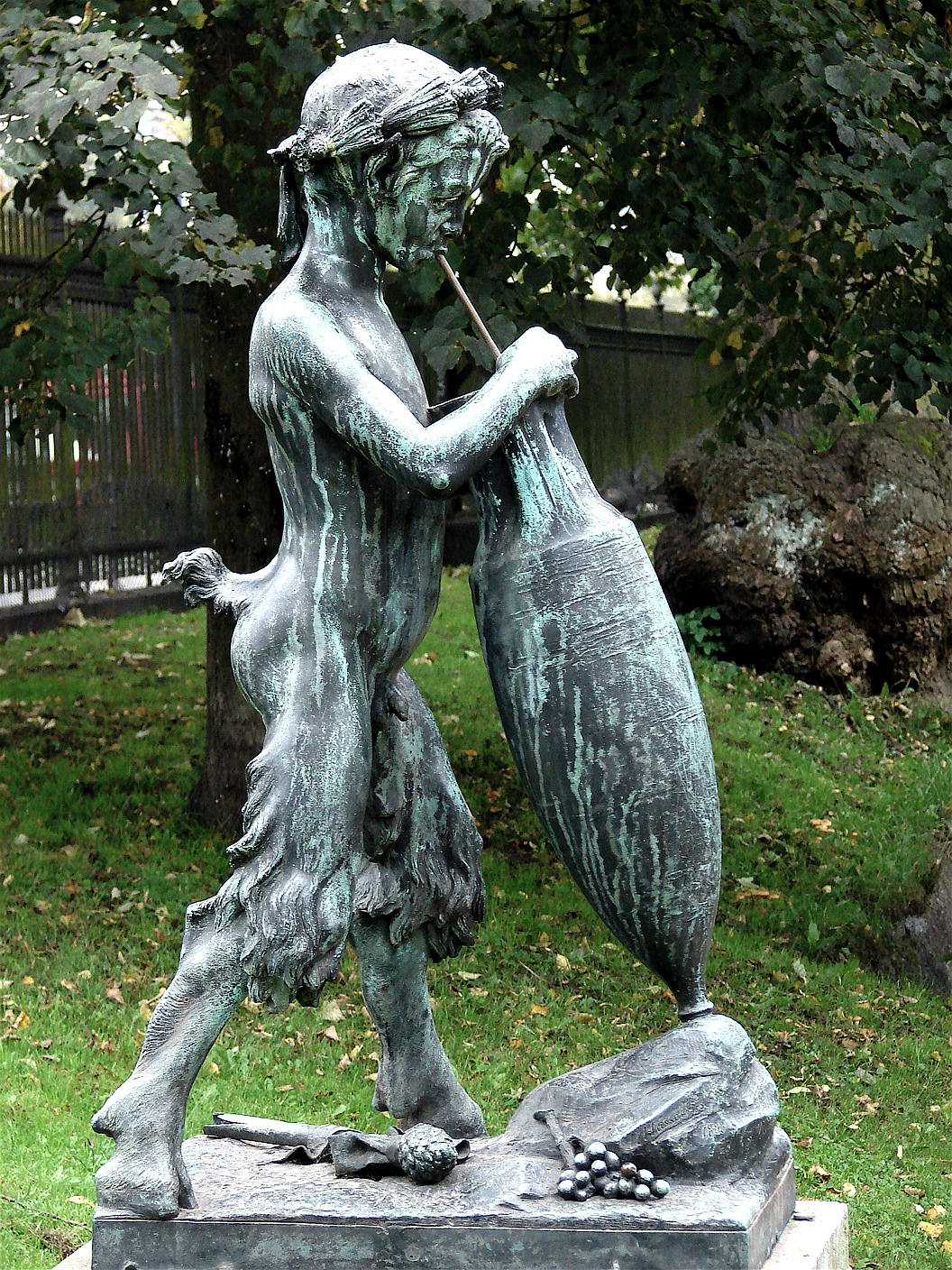
Сатир, пьющий вино, Ёрстед парк, Копенгаген (1888)
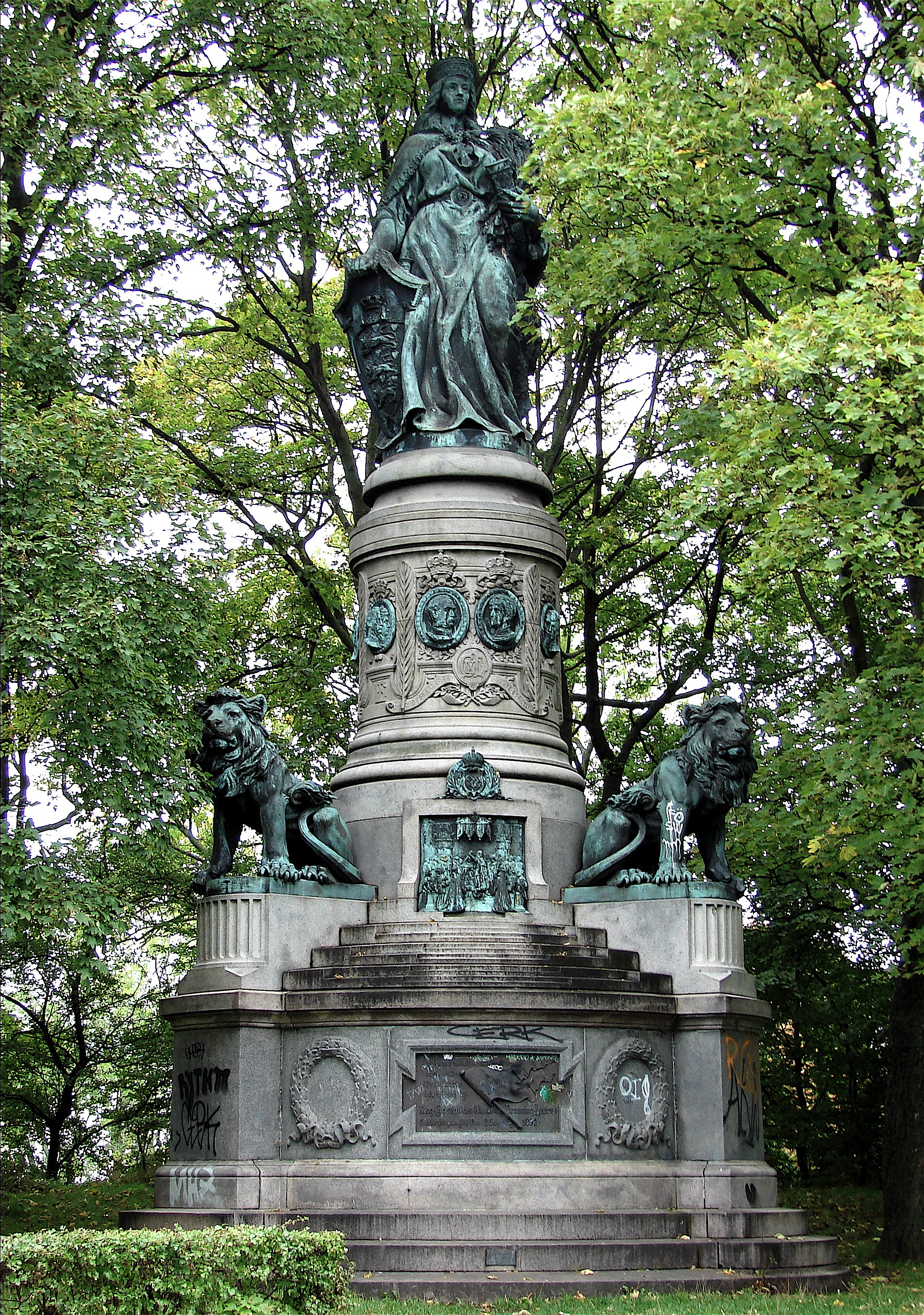
Монумент Дании, Копенгаген (1897)
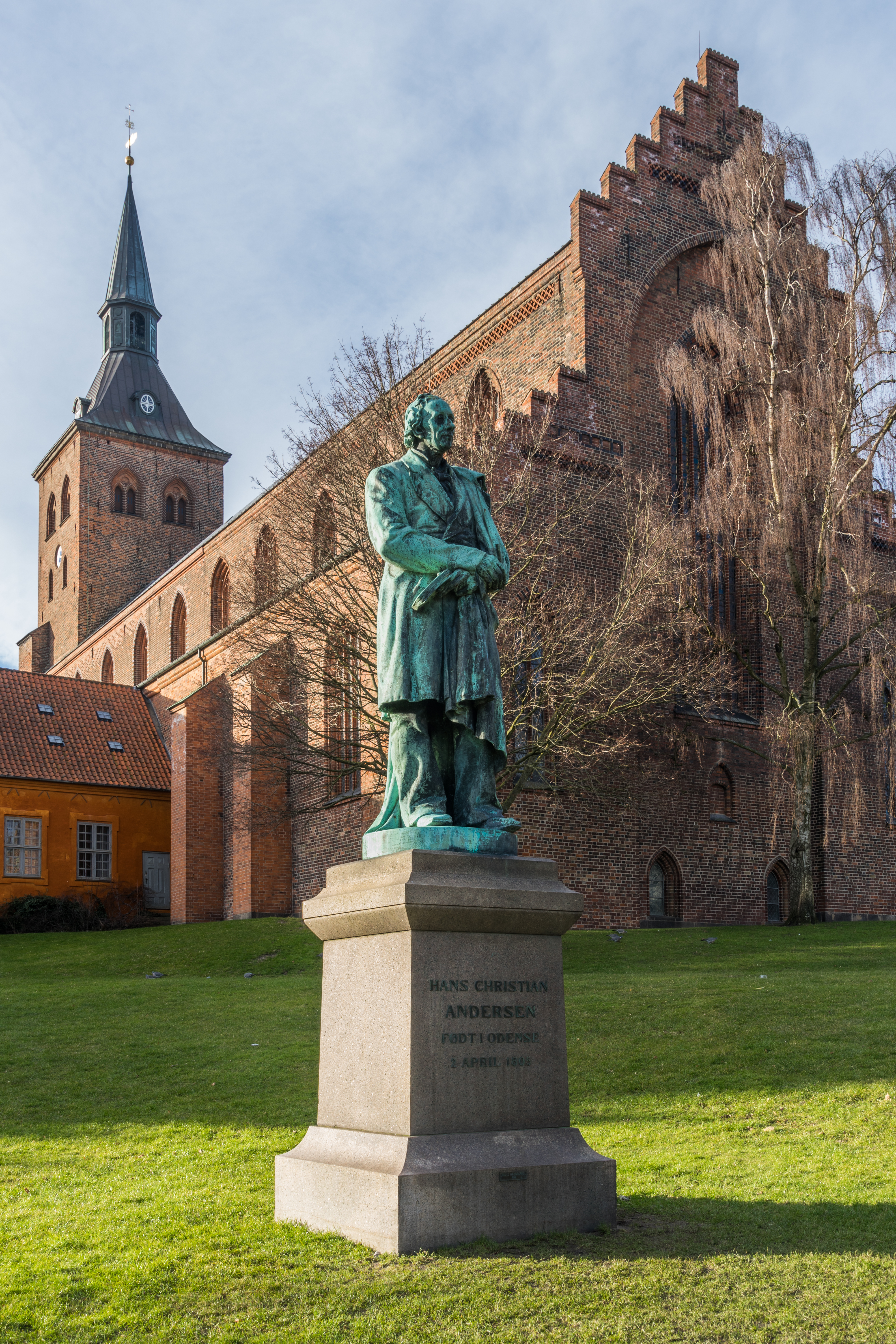
Памятник Гансу Христиану Андерсену, Оденсе.